# 73073 Jannaleuty
73073 Jannaleuty este o planetă minoră (asteroid), cu un diametru de 2,021 km, din centura de asteroizi. A fost descoperită pe 4 aprilie 2002 la Emerald Lane Observatory⁠(d) de Loren C. Ball⁠(d). 
Obiectul prezintă o orbită caracterizată de o semiaxă mare de 2,3766823465817 UAi, o excentricitate de 0,15446670093481, o înclinație de 7,2961786466148 ° în raport cu ecliptica.